# Zračna luka Frankfurt na Majni
Zračna luka Rajna-Majna (njemački Rhein-Main-Flughafen) (IATA: FRA, ICAO: EDDF) službeno je ime za frankfurtsku zračnu luku). 
Zračnom lukom Frankfurt upravlja prijevoznička tvrtka Fraport, najprometnija je zračna luka po putničkom prometu u Njemačkoj i treća najprometnija u Europi (nakon londonske Zračne luke Heathrow i Paris-Charles de Gaullea) te 2012. godine 11. najprometnija u svijetu. Te godine putnički promet u Zračnoj luci Frankfurt bio je 57,5 milijuna. Od zime 2012./2013., preko ZL Frankfurt se odvija najviše međunarodni promet s 264 odredišta u 113 zemalje. S oko 2,07 milijuna metričkih tona teretnog prometa u 2012. godini jedna je od najprometnija zračna luka u Europi po teretnom prometu. Na južnom dijelu aerodroma od 1947. do 2005. nalazila se zrakoplovna baza Ratnog zrakoplovstva SAD-a u sustavu NATO-a. Zatvaranjem baze vlasništvo nad tim dijelom pripalo je Fraportu. Zračna luka obuhvaća površinu od 5.200 hektara zemljišta.
ZL Frankfurt je glavno prometno središte njemačkog nacionalnog prijevoznika Lufthanse i Condora. Radi ograničenog kapaciteta, Lufthansa je uspostavila još jedno prometno središte na Zračnoj luci München, preko koje je dostupno više letova srednjih i dugih ruta.
Od svog otvaranja 1936. godine zračna luka je proširivana u više navrata. Danas se na njoj nalaze dva velika terminala (Terminala 1 i Terminal 2) s kapacitetom od oko 65 milijuna putnika godišnje te četiri piste. U posljednjih nekoliko godina ZL je dodatno preuređena, kako bi mogla opsluživati Airbus A380, što uključuje i veliki kompleks za njegovo održavanje. Četvrta pista otvorena je 20. listopada 2011. godine s čim je omogućeno dostizanje predviđenih oko 700.000 slijetanja/polijetanja zrakoplova do 2020. godine. Za predviđeni protok od oko 90 milijuna putnika u 2020. dograđen je i 10. listopada 2012. godine otvoren novi dio Terminala 1 za dodatnih šest milijuna putnika. Treći terminal za oko 25 milijuna putnika planira se graditi u bliskoj budućnosti.

## Terminali
ZL Frankfurt danas ima dva velika putnička terminala i jedan manji, terminal za prvu klasu putnika kojeg isključivo koristi Lufthansa. Za razliku od drugih međunarodnih zračnih luka, terminali su grupirani za prihvat prema zrakoplovnim tvrtkama i savezima a ne prema odredištu (domaći letovi ili međunarodni letovi na duge rute).
 

### Terminal 1
Terminal 1 je najstariji i najveći terminal. Podijeljen je na hale A, B, C i Z a kapacitet putnika mu je oko 50 milijuna. Vanjski dio terminala dugačak je 420 metara. Primarno ga koriste Lufthansa, podružnice Lufthanse (Swiss, Austrian Airlines, Brussels Airlines) i članice Star Alliancea (npr. Aegean Airlines, Air Canada, Air China, All Nippon Airways, Croatia Airlines, Scandinavian Airlines, Singapore Airlines, South African Airways, TAP Portugal, Thai Airways, Turkish Airlines, United Airline). Dana 10. listopada 2012. na zapadnoj strani Terminala 1 otvoren je 800 metara dugačak aneks nazvan Terminal-plus (Pier-Plus). Novi dio terminala koriste isključivo Lufthansa i članice Star Alliancea. S više aviomostova za prihvat širokotrupnih putničkih zrakoplova poput Airbusa A380 omogućuje Lufthansi parkiranje američkih letova na dva A-terminala za lakši i brži transfer putnika.
Terminal 1 funkcionalno je podijeljen na tri razine: na gornjoj razini je odlazak sa šalterima za registraciju putnika, u prizemlju su dolasci s trakama za izdavanje prtljage dok se s razine ispod može doći do regionalne podzemne željezničke stanice i do parkirališta za aute koji se također nalazi u više nivoa. Autobusna stanica nalazi se na razini dolaska. Terminal 1 ima 54 izlaza opremljenih aviomostovima (25 na hali A, 18 na hali B, 11 na hali C). Službena web stranica Zračne luke Frankfurt navodi ukupno 103 izlaza (s izlazima bez aviomostova).

### Terminal 2
Terminal 2 je otvoren 1994. godine. Podijeljen je na hale D i E. Hale 1C i 2D kontinuirano su povezane s internim vlakom (Skyline). Terminal 2 ima kapacitet putnika od oko 15 milijuna. Prvenstveno ga koriste članice Oneworlda (npr. American Airlines, British Airways, Cathay Pacific, Finnair, Iberia, Japan Airlines, Malaysia Airlines, Royal Jordanian, S7 Airlines) i članice SkyTeama (npr. Aeroflot, Air France, Alitalia, China Airlines, China Eastern Airlines, Czech Airlines, Delta Air Lines, KLM Royal Dutch Airlines, Korean Air, Saudia, TAROM, Vietnam Airlines). Terminal 2 ima osam izlaza s aviomostom i 34 parkirne pozicije.
 

### Lufthansin terminal prve klase
Lufthansa posluje i na zasebnom First Class Terminalu za prvu klasu putnika koji se nalazi u blizini Terminala 1. Terminal mogu koristiti samo putnici koji lete lufthansinom prvom putničkom klasom ili članovima Lufthansa Miles & More HON Circle. Korisnici su također putnici koji odlaze na letovima kompanija Air Dolomiti, Austrian Airlines Group, Lufthansa, Lufthansa Regional ili SWISS. Putnici koji lete s drugim članicama Star Alliancea ne mogu koristiti ovaj terminal. Terminal ima 200 zaposlenika a koristi ga oko 300 putnika dnevno. Omogućena je individualna sigurnosna provjera, slobodno parkiranje, restorani, soba za pušenje i pjenušave kupke. Putnike s terminala izravno na njihov zrakoplov voze vozači s Mercedes-Benzom S-klase ili Porsche Panamerom.